# Rattus tawitawiensis
Rattus tawitawiensis é uma espécie de roedor da família Muridae.
Apenas pode ser encontrada nas Filipinas.